# 普雷西涅
普雷西涅（法語：Précigné，法語發音：[pʁesiɲe]）是法国萨尔特省的一个市镇，属于拉弗莱什区。

## 地理
普雷西涅（47°45'58"N, 0°19'27"W）面积57.85 平方千米，位于法国卢瓦尔河地区大区萨尔特省，该省份为法国西北部内陆省份，北起顺时针与奥恩省、厄尔-卢瓦省、卢瓦-谢尔省、安德尔-卢瓦尔省、曼恩-卢瓦尔省和马耶讷省接壤，是法国大西部的入口，连接卢瓦尔河谷、布列塔尼和巴黎盆地。
与普雷西涅接壤的市镇（或旧市镇、城区）包括：库尔蒂耶、维永、圣但尼当茹、拉沙佩勒达利涅、卢阿耶、佩圣母村、潘塞、萨尔特河畔莫拉讷-多姆赖。

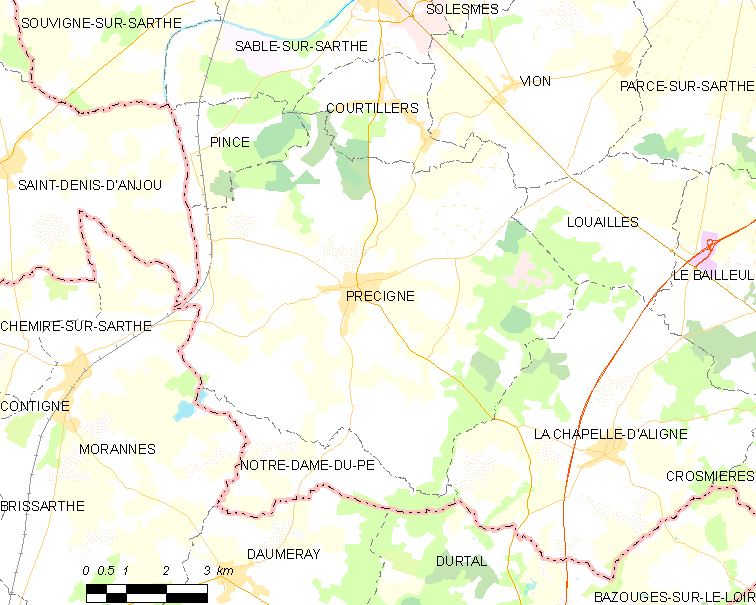
普雷西涅的OSM定位图

普雷西涅的时区为UTC+01:00、UTC+02:00（夏令时）。

## 行政
普雷西涅的邮政编码为72300，INSEE市镇编码为72244。

## 政治
普雷西涅所属的省级选区为萨尔特河畔萨布莱县。

## 人口

1962-2008年间普雷西涅人口变化图示

普雷西涅于2022年1月1日时的人口数量为2900人。